# Міхаліцина Катерина Василівна
Міхаліцина Катерина Василівна (до шлюбу Оніщук, 23 лютого 1982, Млинів, Рівненська область) — українська письменниця, перекладачка, редакторка. Членкиня Українського ПЕН.

## Біографія
Закінчила Млинівську гуманітарну гімназію та художню школу. Отримала диплом бакалавра за спеціальністю «біологія» Рівненського державного гуманітарного університету (2003) та диплом спеціаліста за спеціальністю «англійська мова та література» заочної форми навчання Інституту післядипломної освіти при ЛНУ ім. Івана Франка (2009).
Під час навчання у Рівному входила до літературного об'єднання «Поетарх» при Рівненському палаці дітей та молоді під керівництвом вчительки і поетки Т. І. Горбукової. Переможниця літературного конкурсу «Гранослов-2008» за збірку поезії «Ангел'о'ліття», володарка диплома ІІ ступеня конкурсу «Привітання життя-2010» та заохочувальної премії «Смолоскип» за збірку поезії «Танці богів і дерев». Вірші, проза та переклади друкувалися в різноманітній періодиці, зокрема у «Радарі», «Золотій Пекторалі» («Занепад брехні» О. Вайлда, есеї, поезія), «Кур'єрі Кривбасу» («Знак на стіні» В. Вульф, «Автостопник» Дж. Морісона), театральному журналі «Коза» («Свята куртизанка» О. Вайлда), «Українській літературній газеті». Поезія увійшла до антологій «Червоне і чорне: 100 поеток ХХ століття», «Шоколадні вірші про кохання», «Нова українська поезія», «М'якуш: антологія української смакової поезії», «На каву до Львова». За віршами К. Оніщук учасники театральної формації «МАПА.UA» поставили міні-виставу «Мандри язичниці». Вірші перекладені болгарською, польською, німецькою, російською мовами. Перекладає з англійської, польської, російської (Дж. Р. Р. Толкін, Оскар Вайлд, Вірджинія Вульф, Джим Моррісон, Ґабріеле Д'Аннунціо та ін.).
З 2002 року живе у Львові. Працювала перекладачем у видавництві «Астролябія», де зробила українськомовні переклади окремих творів Дж. Р. Р. Толкіна як от «Сказання про дітей Гуріна», «Сильмариліон» тощо, працювала редакторкою (2008—2012). З 2013 по 2020 роки працювала заступницею головного редактора у «Видавництві Старого Лева». З того часу — працює на фрилансі. 2021 року була кураторкою дитячої програми Нью-йоркського літературного фестивалю.
Одружена, мати трьох дітей — Антон, Ярина та Матвій. Через досвід у лікарні та реанімації через вроджену ваду у дитини (атрезія стравоходу) долучилася як волонтерка до освітньої програми ГО «Горизонталі. Медицина».

### Літературна творчість
Поетичні збірки:
- 2002 — «Повінь» (Рівне, «Волинські обереги»);
- 2003 — «Пілігрим» (Львів, самвидав);
- 2008 — «Ангел'о'ліття» (невидане);
- 2010 — «Танці богів і дерев» (невидане);
- 2014 — «Тінь у дзеркалі» (Львів, «Видавництво Старого Лева»)[13];
- 2023 — «Розламані люди» (Львів, «Видавництво Старого Лева»)[14].

Дитячі вірші:
- 2013 — «Бабусина господа» (Львів, «Видавництво Старого Лева»);
- 2015 — «Лугова лічилка» (Львів, «Видавництво Старого Лева»);
- 2016 — «Про драконів і щастя» (Львів, «Видавництво Старого Лева»);
- 2019 — «Дмухавка та інші пухнасті вірші» (Львів, «Видавництво Старого Лева»);
- 2020 — «Слідопитенята» (Львів, «Видавництво Старого Лева»).

Дитяча проза:
- 2016 — «Хто росте у парку» (Львів, «Видавництво Старого Лева»).
- 2017 — «Хто росте в саду» (Львів, «Видавництво Старого Лева»).
- 2018 — «Ясь та його машинки» (Львів, «Видавництво Старого Лева»).
- 2019 — «Ясь та його велика велокар'єра» (Львів, «Видавництво Старого Лева»).
- 2021 — «Яків і мокрий вечір» (Львів, «Видавництво Старого Лева»).

Оповідання Катерини Міхаліциної увійшли до збірок «19 різдвяних історій», «Таке різне Різдво».

### Переклади
англійська
- 2008 — твори Дж. Р. Р. Толкіна «Діти Гуріна», «Сильмариліон» (Львів, «Астролябія»);
- 2009 — «Сказання з небезпечного королівства» Дж. Р. Р. Толкіна (у співпраці з Оленою О'Лір) (Львів, «Астролябія»);
- 2010 — «Легенда про Сіґурда і Ґудрун» Дж. Р. Р. Толкіна (у співпраці з Оленою О'Лір) (Львів, «Астролябія»);
- 2013 — трилогія «Володар перснів» Дж. Р. Р. Толкіна;
- 2013–… — серія про кота Сплета та баранчика Рассела Роба Скоттона (Львів, «Видавництво Старого Лева»);
- 2013 — «Белла-балерина» Ґарн Лаури Еймі (Львів, «Видавництво Старого Лева»);
- 2016 — «Кухня пані Вишеньки» Сильвії Плат (Львів, «Видавництво Старого Лева»);
- 2017 — «До нас на чай заходив тигр!» Джудіт Керр (Львів, «Видавництво Старого Лева»);
- 2017 — «Ловець повітряних зміїв» Халеда Госсейні (Львів, «Видавництво Старого Лева»);
- 2017 — «Ведмідь-піаніст» Девіда Літчфілда (Львів, «Видавництво Старого Лева»).
- 2018 — «Професор Астрокіт і неосяжний космос» Воллімена Домініка (Львів, «Видавництво Старого Лева»).

польська
- 2010 — «Томек у країні кенгуру» А. Шклярського (Львів, «Астролябія»).

російська
- 2014 — «Три твої імені» Діни Сабітової (Львів, «Видавництво Старого Лева»).

Також її твори перекладені болгарською, грецькою, вірменською, литовською, німецькою, норвезькою, шведською та іншими мовами.

## Відзнаки
- 2008 — переможниця літературного конкурсу «Гранослов» за збірку поезії «Ангел'о'ліття»;
- 2010 — володарка диплома ІІ ступеня конкурсу «Привітання життя» та заохочувальної премії «Смолоскип» за збірку поезії «Танці богів і дерев»;
- 2016 — книга «Хто росте у парку» в оформленні Оксани Були увійшла до щорічного каталогу книжкових рекомендацій у галузі міжнародної дитячої та юнацької літератури «Білі круки 2016» («The White Ravens 2016»)[15];
- 2017 — книга «Хто росте у парку» визнана найкращою українською книжкою року для дітей і підлітків у номінації «Проза для дошкільного та молодшого шкільного віку» за версією «Рейтинг критика–2016»[16].